# Gang des Tractions Avant
Le gang des Traction Avant est une bande de malfaiteurs des années d'après-guerre spécialisée dans les attaques à main armée. Certains sont issus de la Carlingue ou « Gestapo française de la rue Lauriston » dirigée par Bonny et Lafont. D'autres ont fait partie de la Résistance française. Le gang est indissociable de la personnalité de son chef Pierre Loutrel, dit Pierrot le Fou. Celui-ci a fait partie de l'équipe de René Launay, qui pourchassait les résistants pour le compte de la Gestapo, après quoi il a opportunément intégré un réseau de résistance à Toulouse.

## Présentation

### Après la guerre
À l'issue de la guerre, Pierre Loutrel s'associe avec deux anciens de la rue Lauriston (Georges Boucheseiche et Abel Danos), un FFI (Raymond Naudy), un ancien combattant de l'Armée des Alpes (Marcel Ruard ou Ruart) et un rescapé de Mauthausen qu'il a connu aux Bat' d'Af' (Jo Attia). L'historien Grégory Auda cite par surcroît Henri Fefeu (Feufeu) et Julien Le Ny parmi les membres du gang. Roger Borniche limite le gang à cinq malfaiteurs : Loutrel, Attia, Naudy, Boucheseiche et Danos. Alphonse Boudard parle de Loutrel, Naudy, Attia, Boucheseiche, Ruart, Danos et Fefeu,.
Spécialisé dans les attaques à main armée menées à bord de la Citroën éponyme, le gang des Tractions Avant commet un certain nombre de vols à main armée dans la région parisienne, sur la Côte d'Azur et en Provence, aussi violents qu'audacieux entre février et novembre 1946. Ces opérations se caractérisent par une préparation minutieuse, une action et un repli rapides et un butin considérable : il s'élève en quelques mois à plus de 80 millions de francs 1946, soit plus de 6,5 millions d'euros.

### Premiers méfaits
L'attaque du fourgon du Crédit lyonnais, le 7 février 1946, avenue Parmentier à Paris, constitue le premier méfait du gang. À bord de deux Citroën Traction Avant, Loutrel, Boucheseiche, Attia, Naudy et Feufeu s'emparent de trois millions de francs. Aucune victime n'est à déplorer.
Trois jours plus tard, c'est une camionnette des PTT qui est braquée gare de Lyon. Le butin s'élève à huit millions. La bande se sépare : Loutrel se rend sur la Côte d'Azur et à Marseille avec sa maîtresse Marinette Chadefaux et ses complices Naudy et Marcel Ruard. Il s'entoure de nouveaux complices : Christian Laurent qu'il a connu dans l'équipe de Launay, Sauveur Porcu revenu de captivité, Léon Bianchi qui a été déporté, André Girardi, Roger Christophe, Maurice Laguerre anciens résistants, et quelques comparses. Le 14 février, quatre encaisseurs sont attaqués à Laragne et 2 millions cinq cent mille francs dérobés. Le 14 mars 1946, Loutrel et des complices agressent deux employés de l'EDF à Nice et leur dérobent un million deux cent mille francs. Attia est resté à Paris avec les autres membres du gang et ils procèdent le 4 mars 1946 à l'arrachage de la sacoche du trésorier-payeur d'une usine à Issy-les-Moulineaux pour un butin de sept millions.

### Attaques à main armée sur la Côte d'Azur
Le 5 avril, Loutrel, accompagné de Ruard, attaque un encaisseur des Établissements Borie, boulevard de Longchamp à Marseille. Celui-ci s'accrochant à sa serviette – qui contient sept cent mille francs –, est abattu à bout portant. L'agresseur semblait en état d'ébriété. L'assassinat de l'encaisseur émeut la population et provoque rafles, perquisitions et interpellations dans la région.
Le 28 mai, le gang attaque le Comptoir d'escompte à Aix-en-Provence pour un maigre butin de quarante-cinq mille francs. Une semaine plus tard, deux encaisseurs du Crédit Lyonnais de Gap sont dévalisés. Le 8 juin, à Cagnes-sur-Mer, à l'issue d'un vol de coffre-fort, Loutrel, Naudy et Feufeu échappent à un barrage en blessant un gendarme.
Le 1er juillet, renseignés par un postier nommé Gérard, Loutrel, Naudy et plusieurs complices pénètrent dans l'hôtel des Postes de Nice et braquent les postiers présents dans la chambre forte. Ils prennent la fuite dans une Traction Avant où les attendent Ruard et Maurice Laguerre. L'opération a duré un quart d'heure et rapporté 33 millions de francs.
Après quelques jours de repos à Bandol, Loutrel, Naudy, Laguerre et Ruard sont surpris par un coup de filet à l'hôtel Maxim's à Cassis, le 14 juillet. Les malfaiteurs auraient été dénoncés par le « milieu » marseillais,. Une fusillade s'ensuit, Laguerre est interpellé, Ruard et deux policiers sont blessés. Naudy et Loutrel déposent le blessé chez un médecin ami qui le soigne. Ruard est cependant arrêté le 20 juillet. Il est condamné en décembre 1949 à vingt ans de travaux forcés pour sa participation au hold-up de Nice, au meurtre de l'encaisseur à Marseille et à trois autres braquages.
Loutrel et Naudy se cachent à Marseille. Sorti pour acheter des cigarettes, Loutrel est interpellé rue Thubaneau et conduit à l'hôtel de police. Avant que les policiers aient pu l'identifier, il s'échappe de l'Évêché en dérobant l'arme d'un agent.

### Retour à Paris
De retour à Paris, Loutrel retrouve Naudy, ainsi qu'Attia, Boucheseiche et Danos. Entre le 16 juillet et le mois de septembre, le gang y enchaîne cinq braquages :
- le 16 juillet rue de Rivoli, le gang s'empare de 3,2 millions de francs en interceptant un fourgon de la Société générale,
- le 29 juillet, attaque à main armée de la Société d'approvisionnement de la SNCF située avenue de Suffren. Après neutralisation des employés, le coffre-fort est vidé de son contenu de 9 millions de francs,
- le 1er août, le gang connaît un échec en voulant dérober 500 kilos d'or au Comptoir des métaux précieux rue Dareau,
- le 24 août, attaque d'un fourgon postal rue de Maubeuge et vol de 8 millions de francs,
- le 31 août, agression d'un caissier à Saint-Denis pour 2 millions de francs,
- en septembre, agression de deux encaisseurs à Champigny-sur-Marne pour 2 millions de francs.

La police ne commence à identifier Pierre Loutrel comme l'instigateur de tous ces braquages qu'à partir de l'attaque de l'hôtel des Postes de Nice (1er juillet). Avec Naudy, Fefeu et Boucheseiche, il est formellement reconnu par un témoin après le braquage de la rue de Maubeuge (24 août). Le milieu se méfie de lui, de sa violence et de son caractère imprévisible, notamment quand il a bu. De plus les coups de filet de la police, en réponse aux braquages du gang, désorganisent les activités « traditionnelles » de la prostitution et du proxénétisme. Le 28 septembre, le journal France-Soir cite pour la première fois les noms de Loutrel et Attia. Le ministre de l'intérieur Édouard Depreux ordonne la coordination de l'ensemble des forces de l'ordre contre le gang des Tractions Avant et exige des résultats.

### Siège de Champigny
Courant septembre, une information parvient aux policiers : le gang fréquenterait l'auberge Les Marronniers à Champigny-sur-Marne près de Paris. Le 25 septembre, 350 policiers sous les ordres des commissaires Casanova et Pinault et de l'inspecteur Nouzeilles investissent l'auberge. Aucun gangster ne s'y trouve, cependant les policiers localisent Boucheseiche, Fefeu et Attia dans un établissement proche, L’Auberge. Sous les ordres du préfet Charles Luizet, les forces de l'ordre font le siège de L’Auberge mais sont repérées par les malfaiteurs. Une fusillade s'ensuit. Des renforts de police interviennent, incluant notamment deux automitrailleuses.
Loutrel ne se trouve pas à L’Auberge. Informé de l'affrontement entre ses complices et les policiers, il approche l'établissement au volant d'une Delahaye, force les barrages, récupère Attia et Feufeu puis prend la fuite en échangeant de nombreux coups de feu avec la police. Le véhicule est abandonné, criblé de balles et les pneus crevés, dans les bois. Les trois malfaiteurs volent un cabriolet à Saint-Maur-des-Fossés, tombent en panne dans la forêt d'Armainvilliers, s'emparent d'un camion et se retrouvent à Auvers-sur-Oise où ils ont une planque.
Le bilan du préfet Luizet se limite à quelques obscurs comparses. Boucheseiche a échappé à l'arrestation en se cachant au fond d'un puits et en respirant avec une paille. Deux malfaiteurs de peu d'envergure ont été tués dans la fusillade.

### Mort de Loutrel et fin du gang
Le 30 septembre, Henri Fefeu est appréhendé par la brigade criminelle dans un café de Montmartre. Il a été localisé en téléphonant à un garage de La Ferté-sous-Jouarre surveillé par la police. Il meurt en prison de la tuberculose en 1953. En octobre, Loutrel, Attia et Naudy attaquent un transporteur de fonds à Bercy et s'emparent de la recette d'un groupe de négociants en vins. À la suite d'un quiproquo, ils échappent de peu à un piège tendu par l'inspecteur Borniche à d'autres malfaiteurs ce même jour.
Début novembre, une tentative de braquage d'employés de la Banque de France à Versailles échoue à la suite d'une panne de voiture. Le 5 novembre, en fin d'après-midi, Loutrel, qui se trouve apparemment en état d'ébriété, braque une bijouterie au 36, rue Boissière. Le bijoutier, du nom de Sarafian se défend et, dans des conditions mal définies, Loutrel est blessé d'une balle dans l'abdomen. Il est possible qu'il se soit blessé lui-même en remontant dans la Citroën où l'attendent Attia et Boucheseiche. Quoi qu'il en soit, les médecins qui le soignent attestent que la balle a été tirée de haut en bas. Le bijoutier, grièvement blessé par Loutrel puis renversé par une voiture devant son magasin, décède avant d'arriver à l'hôpital.
Attia et Boucheseiche conduisent Loutrel chez l'amie d'un de leurs complices, où il est examiné par un médecin. Celui-ci se déclare impuissant et conseille une hospitalisation. Attia et Boucheseiche conduisent Loutrel à la clinique Diderot (dans le 12e arrondissement) où il est hospitalisé et opéré sous un faux nom. Cependant, quelques jours plus tard, Attia, Boucheseiche et Abel Danos déguisés en infirmiers viennent régler la note et récupérer Loutrel en ambulance. Ils le transportent chez un ami, Jules (Edmond) Courtois à Porcheville, où il décède. Les quatre hommes décident de l'enterrer sur une île de la Seine en face de Limay. Son cadavre n'est retrouvé et identifié que trois ans plus tard, sur les indications de Courtois après son arrestation. Jusqu'à cette date, la police et la presse lui imputent encore divers méfaits.
Jo Attia est arrêté à Marseille en juillet 1947. Il n'est jugé qu'à la fin de 1953 et condamné à trois années d’emprisonnement pour un cambriolage commis en 1946. Il sort le soir même de l’enceinte judiciaire. De nombreux témoignages de personnalités qui ont été déportées en même temps que lui à Mauthausen – à l'instar d'Edmond Michelet, personnalité éminente de la Résistance qui est ensuite ministre du général De Gaulle – ont souligné le comportement exemplaire qu'il a eu en déportation,.
Georges Boucheseiche est également arrêté en juillet 1947 à Mandelieu. Il est condamné à un an de prison pour recel de cadavre, puis à sept ans de travaux forcés pour avoir dévalisé un diamantaire sous l'Occupation.
Abel Danos et Raymond Naudy, recherchés notamment pour l'assassinat d'un policier en 1946 et les meurtres de deux gendarmes en janvier 1948 et mars 1948 (ainsi que les tentatives de meurtres sur deux autres gendarmes qui s'en sortent gravement blessés), se réfugient à Milan où ils participent à plusieurs attaques à main armée qui font trois nouvelles victimes. En octobre 1948, dénoncés par des complices, ils prennent un bateau pour rejoindre la France avec femmes et enfants, mais sont interceptés dans un taxi par deux policiers et deux douaniers à Menton. Les malfaiteurs tuent un policier de 28 ans et blessent grièvement un second qui riposte et atteint mortellement Naudy ; la maîtresse de celui-ci est quant à elle gravement blessée. Danos parvient à s'enfuir à Paris. Lâché par le milieu, il se livre à de petits cambriolages pour survivre. Il est arrêté en décembre 1948 après avoir fracturé la porte d'une chambre de bonne, et est condamné à mort par la cour de justice de la République en mai 1949, pour les exactions dont il s'est rendu coupable sous l'Occupation. Il est condamné à mort une deuxième fois par le tribunal militaire en juin 1951 et il est fusillé au fort de Montrouge en mars 1952.

## Membres célèbres
Les membres les plus célèbres étaient : 
- Pierre Loutrel (1916-1946), dit « Pierrot le Fou », le premier « ennemi public » (à ne pas confondre avec Pierre Carot, dit « Pierrot le fou no 2 », arrêté en 1948 par l'inspecteur Roger Borniche)
- Abel Danos, dit « le Mammouth »
- Georges Boucheseiche, qui sera mêlé plus tard à l'affaire Ben Barka
- Jo Attia
- Henri Fefeu, dit « Riton le tatoué »
- Raymond Naudy, dit « Le Toulousain »
- Louis Quérard, dit « P'tit Louis le Nantais »[28]
- Marcel Ruard, dit « Le Gitan » ou « Pépito »

René Girier, dit « René la Canne » est parfois cité parmi les membres du gang. Dans ses mémoires, l'intéressé (qui, à la même époque, fit partie d'une bande de malfaiteurs spécialisée elle aussi dans les attaques à main armée) dément cette information inexacte et l'explique de la manière suivante : « Il n'y a pas un seul gang, mais plusieurs. Sans s'être concertées, trois ou quatre équipes ont eu la même idée. Frapper vite et fort, à l'improviste. Des opérations de commandos, préparées, minutées, calibrées au quart de poil. Pourtant d'un gang à l'autre les méthodes diffèrent. L'équipe de Pierre Loutrel, dit Pierrot le Fou, par exemple, est composée de garçons qui ne craignent pas de faire du barouf. Avec Jo Attia, Boucheseiche et Feufeu, Pierrot le Fou écume notamment tout ce que la Côte d'Azur compte de banques et de bureaux de poste. »
On note également Ceslaw Bojarski, surnommé le « Cézanne de la fausse monnaie », qui débutera son activité de faux-monnayage par l'intermédiaire du gang des Traction Avant, qui lui fournissait le papier fiduciaire nécessaire à la fabrication de ses premiers faux billets.

## Influence et effets de mode
La plupart des membres s'étaient connus durant leur service militaire au 1er Bataillon d'Afrique (« Bat' d'Af' »), qui pour les mauvais garçons français, équivalait au « baccalauréat du voyou ».
Influence culturelle : cette bande a suscité des écrits d’Alphonse Boudard, de Roger Borniche, de José Giovanni, des films de Jacques Deray et Claude Lelouch, une série télévisée par Josée Dayan et un jeu de société de Serge Laget et Alain Munoz. Le gang est cité par Mc Solaar dans la chanson Quand le soleil devient froid.

### Romans
- José Giovanni, Classe tous risques, Série Noire, éditions Gallimard, 1958
- José Giovanni, Histoire de fou, Série Noire, éditions Gallimard, 1959
- Charles Bacelon, Max Clos, etc., Histoire du banditisme et des grandes affaires criminelles, Genève, éditions Famot, 1974, (OCLC 77615747)
- Roger Borniche, Le Gang, éditions Fayard, 1975,  (ISBN 2-253-01621-7)
- Alain Monestier, Les Grandes affaires criminelles, éditions Bordas, 1988,  (ISBN 2-04-016364-6)
- René Reouven, Dictionnaire des assassins, éditions Denoël, 1986,  (ISBN 2-207-23285-9)
- Alphonse Boudard, Les Grands Criminels, éditions Belfond, 1989,  (ISBN 2253053651 et 9782253053651)

### Films
- Les Amants maudits de Willy Rozier, 1952
- Classe tous risques de Claude Sautet, 1960
- Le Gitan de José Giovanni, 1975
- Le Bon et les Méchants de Claude Lelouch, 1976
- Le Gang de Jacques Deray, 1977

### Audiovisuel
- Le Gang des tractions (minisérie) de Josée Dayan, 1991
- Documentaire télévisé « Pierrot le Fou et le gang des Traction avant » de la série Des crimes presque parfaits, Planète+ CI.
- Épisode radiophonique « Le Gang des Traction Avant » le 8 octobre 2014 dans L'Heure du crime de Jacques Pradel sur RTL.

### Bande dessinée historique
- Gaël Séjourné et Rodolphe, À la vie à la mort!, série en trois tomes, Soleil Productions, 2017-2018.